# Cornell H. Fleischer
Cornell H. Fleischer (ur. 23 października 1950 w Berkeley, zm. 21 kwietnia 2023 w Chicago) – amerykański historyk, specjalizujący się w dziejach imperium osmańskiego. 
W 1982 uzyskał tytuł doktora na Princeton University. Wykładowca na University of Chicago. Członek redakcji "Cambridge Studies in Early Modern History" i "International Journal of Middle Eastern Studies".

## Książki
- Bureaucrat and Intellectual in the Ottoman Empire: The Historian Mustafa Ali (1541-1600)